# 斯塔福郡鬥牛㹴
斯塔福郡鬥牛㹴（英: Staffordshire Bull Terrier，非正式：Staffie, Stafford, Staffy or Staff）﹔有時與比特鬥牛㹴等歸納為比特犬的一種，是一個中型的短塗層品種犬。但這是一種英格蘭狗，第五個最流行的品種。

## 歷史
斯塔福郡鬥牛㹴的發源地來自英國，此犬種的名字是AKC所命名。牠在英格蘭中西部發跡，那不但是斯塔福郡鬥牛㹴的發跡地，且在那生存的好一大段時間，現今通常稱斯塔福郡鬥牛㹴為「美國牛頭㹴」或是「老美㹴」是因為在美國時，斯塔福郡鬥牛㹴比在英國發展還要更為完善，在美國也將此犬種做了些微的改良。斯塔福郡鬥牛㹴的血源主要來源是鬥牛犬，也融入了白色牛頭梗和各種梗犬去做繁殖而成的犬種，此犬種被培育成鬥犬，主要的工作就是參加鬥犬的活動，現今的斯塔福郡鬥牛㹴已逐漸失去了鬥性，對人類較為服從。在1776年以前，因為歐洲地區內戰，造成部分居民到美國短居停留，也因為這些事件，讓斯塔福郡鬥牛㹴有機會進入到美國地區，而在1870年時，也因為戰爭的關係，讓牠更加頻繁的進入了美國，美國也讓斯塔福郡鬥牛㹴跟其他犬種做為繁殖，繁殖出美國斯塔福郡鬥牛㹴。不管在英國或美國，牠們都是被當作鬥犬一樣，為了人們殘暴血腥的活動生活著，也因為後期，人們想法的轉變，逐漸將殘忍的鬥犬活動下禁令後，這些鬥犬才能過著平凡的生活。在1975年，斯塔福郡鬥牛㹴被美國聯邦的養狗俱樂部登記承認。

## 相關
鬥牛㹴(Bull Terrier)
比特鬥牛㹴(Pit Bull Terrier)

## 外部連結
- 中的“斯塔福郡鬥牛㹴”